# Project Wolf Hunting
Project Wolf Hunting (en hangul, 늑대사냥; romanización revisada del coreano: Neukdaesanyang) es una película surcoreana de suspenso, acción y ciencia ficción estrenada en septiembre de 2022, escrita y dirigida por Kim Hong-seon, y protagonizada por  Seo In-guk, Jang Dong-yoon, Choi Gwi-hwa, Park Ho-san, Jung So-min, Ko Chang-seok, Jang Young-nam y Sung Dong-il.

## Sinopsis
Un grupo de peligrosos delincuentes coreanos tiene que ser trasladado en un buque de carga de Manila a Busan. Los acompañan a bordo el capitán de la policía coreana Suk-woo y otros veintidós agentes experimentados, cada uno con al menos diez años de experiencia investigando crímenes violentos. Los prisioneros están fuertemente custodiados y todo está tranquilo a bordo hasta que los criminales inician un sangriento motín. Pero a medida que los convictos continúan con su brutal campaña de terror, descubren que ni siquiera los más despiadados están a salvo del horror que, sin saberlo, se ha desatado desde la oscuridad bajo la cubierta.

## Reparto
- Seo In-guk como Park Jong-du.[2]
- Jang Dong-yoon como Lee Do-il.[3][4]
- Choi Gwi-hwa como Alpha.[5]
- Park Ho-san como Lee Seok-woo, jefe de policía coreano y jefe del transporte.[6][7]
- Jung So-min como Lee Da-yeon, detective a cargo de la escolta.[8][9]
- Ko Chang-seok como Go Kun-bae, principal secuaz de Park Jong-du.[10]
- Jang Young-nam como Choi Myeong-ju, una mujer que estaba en busca y captura.[11]
- Sung Dong-il como Oh Dae-woong, jefe del equipo de rescate especial de Central Marine, director de proyecto.[12]
- Son Jong-hak como Soo-cheol, que debe cumplir una condena de treinta años.[13]
- Lee Sung-wook como Kyung-ho, médico del equipo de emergencia.[13]
- Hong Ji-yoon como Song Ji-eun, enfermera del equipo de emergencia.[13][14]
- Jung Moon-sung como Kyu-tae, miembro de la tripulación del barco.[15]
- Kim Min-chul como Choi Seok-jin, miembro de la tripulación del barco.[16]
- Kwon Oh-yul como Lee Ung-jae, policía.
- Kim Mun-hak: Kim Jin-seok, policía.
- Kim Chan-hyung como Park Jae-woo, policía.
- Jeong Jeong-gyo: Nam Hyeon-soo, policía.
- Kim Ki-chang como Oh Jang-hoon, policía.
- Eom Joon-gi como Hong Jin-seong, policía.
- Park Bong-joon como Kim Won-ho, policía.
- Ahn Ji-hye como Jo Soo-jin, policía.[17]
- Kim Hyun como Jung Dong-pil, un criminal que muere en la sala de máquinas tiroteado por Choi Seok-jin.
- Lim Ju-hwan como el director Pyo (aparición especial).[18][19]
- Kwon Soo-hyun como Jin Kang-woo, miembro de la pandilla de Park Jong-du (aparición especial).[20][21]
- Jung Sung-il como el detective Jung Pil-sung.[22][23]
- Kim Kang-hoon como el hijo de Lee Do-il (aparición especial).[24]
- Lee Hong-nae como Piercing, uno de los hombres que custodian a Alpha (aparición especial).[25]
- Shin Seung-hwan como Mantis (aparición especial).[26]

## Producción
El 14 de abril de 2021 se anunció que el rodaje de la película había comenzado en el verano de 2020 y se concluyó a principios de 2021.
La película fue invitada a varios festivales de cine internacionales, como el 47.º Festival Internacional de Cine de Toronto y el Festival Internacional de Cine Fantástico de Sitges.
El 23 de agosto de 2022 se anunció la fecha del estreno en Corea del Sur y se publicaron imágenes de la película para la prensa. El 29 de agosto se presentó en CGV Yongsan Park Mall en Yongsan-gu, Seúl, y se publicó el cartel de personajes.

### Taquilla
La película vendió 458 720 entradas en 1226 salas, con una taquilla total del equivalente a 3 616 111  dólares estadounidenses, quedando en vigésimo tercera posición por este concepto entre las películas surcoreanas de 2022.
Además, el 9 de septiembre de 2022 se había vendido para su exhibición en 41 países del mundo, entre los cuales España (por la distribuidora A Contracorriente Films), Taiwán, Tailandia, Rusia, India, Estados Unidos y Japón, y se esperaba que continuasen las ventas a otros países después de su estreno mundial en Toronto.

## Crítica
Jung Deok-hyeon, crítico de EnterMedia, se pregunta por qué es tan extrema la crueldad de la película: «El público que esperaba un thriller o una película de acción se sentiría engañado rápidamente. Esto se debe a que es casi tan brutal y uniforme como una película 'hard gore'». Y señala después que el gran reparto de actores está desaprovechado: «cada uno de los actores en tiene sus propias habilidades de actuación distintas. Sin embargo, el proceso en el que estos actores no juegan un papel especial hace que la película sea demasiado fútil».

## Premios y nominaciones
| Año  | Premios                         | Categoría                                            | Candidato            | Resultado | Ref.          |
| ---- | ------------------------------- | ---------------------------------------------------- | -------------------- | --------- | ------------- |
| 2022 | 55.º Festival de Cine de Sitges | Premio especial del jurado                           | Kim Hong-seon        | Ganador   | [ 35 ] [ 36 ] |
| 2022 | 55.º Festival de Cine de Sitges | Mejores efectos especiales, visuales o de maquillaje | Project Wolf Hunting | Ganadora  | [ 35 ] [ 36 ] |